# KkStB 1.2
| kkStB 1.2                   | kkStB 1.2                             | kkStB 1.2                             |
| --------------------------- | ------------------------------------- | ------------------------------------- |
| Aufnahme                    |                                       |                                       |
| Nummerierung                | kkStB 1.201                           | kkStB 1.202                           |
| Anzahl                      | 2                                     | 2                                     |
| Hersteller                  | Komarek/Wien, Ringhoffer/Prag-Smichov | Komarek/Wien, Ringhoffer/Prag-Smichov |
| Baujahre                    | 1903                                  | 1904                                  |
| Ausmusterung                | 1916 (Umbau in Personenwagen)         | 1916 (Umbau in Personenwagen)         |
| Achsformel                  | A1 n2v                                | 1A1 n2v                               |
|                             | 1A1 n2v (ab 1905)                     |                                       |
| Spurweite                   | 1.435 mm                              | 1.435 mm                              |
| Fester Radstand             | 6.625 mm                              | 6.625 mm                              |
| Gesamtradstand              | 6.625 mm                              | 6.625 mm                              |
| Leermasse                   | 23,2 t                                | 23,6 t                                |
| Dienstmasse                 | 28,4 t                                | 27,3 t                                |
| Reibungsmasse               | 14,1 t                                | 13,9 t                                |
| Höchstgeschwindigkeit       | 50 km/h                               | 50 km/h                               |
| Treibraddurchmesser         | 1.000 mm                              | 990 mm                                |
| Laufraddurchmesser (vorne)  | 729 mm                                | 700 mm                                |
| Laufraddurchmesser (hinten) | 1.000 mm                              | 990 mm                                |
| Zylinderanzahl              | 2                                     | 2                                     |
| ND-Zylinderdurchmesser      | 390 mm                                | 390 mm                                |
| HD-Zylinderdurchmesser      | 250 mm                                | 250 mm                                |
| Kolbenhub                   | 400 mm                                | 400 mm                                |
| Kesselüberdruck             | 15 atü                                | 25 atü                                |
| Rostfläche                  | 1,5 m²                                | 1,0 m²                                |
| Rohrheizfläche              | 33,0 m²                               | 40,0 m²                               |
| Überhitzerfläche            | 13,0 m²                               | 20,0 m²                               |
| Verdampfungsheizfläche      | 46,0 m²                               | 60,0 m²                               |
| Wasservorrat                | 1,7 m³                                | 1,4 m³                                |
| Brennstoffvorrat            | 0,8 m³                                | 0,4 m³                                |
| Sitzplätze                  | 39                                    | 39                                    |

Die kkStB 1.2 war eine Dampftriebwagenreihe der k.k. österreichischen Staatsbahnen (kkStB).
Die beiden Triebwagen wurden 1903 und 1904 von Komarek und Ringhoffer für die kkStB gebaut. Der 1.201 war der erste von Komarek gebaute Dampftriebwagen. Die beiden Fahrzeuge unterschieden sich beträchtlich in ihren Dimensionen, was darauf hindeutet, dass die kkStB Vergleichsfahrten mit den Wagen durchführten, um Entscheidungen betreffend einer eventuellen Serienfertigung zu fällen. Die beiden Wagen wurden zunächst als CM 14.100 und 101 bezeichnet, erst danach als 1.201 und 202.
Der 1.202 wurde auf der Welser Lokalbahn eingesetzt; der 1.201 aber schon 1905 umgebaut, wobei er eine Laufachse unter dem Maschinenraum erhielt, die der 1.202 schon ab Werk besessen hatte.
Beide Fahrzeuge wurden 1916 ausgemustert.